# Паршин, Владимир Дмитриевич
Владимир Дмитриевич Паршин (род. 6 ноября 1959 года, Москва) — российский хирург, специалист в области торакальной хирургии, трансплантологии, регенеративной медицины и эндохирургии, доктор медицинских наук, профессор, член-корреспондент РАН (2016). Лауреат Государственной премии РФ (2018).Закончив в 1983 году 1-й Московский медицинский институт им.И.М.Сеченова, до 2013 год работал в РНЦХ им.акад.Б.В.Петровского РАМН, пройдя путь от младшего научного сотрудника до профессора, доктора медицинских наук, руководителя отделения торакальной хирургии. С 2013г по 2022 г был заведующим отделением торакальной хирургии и профессором Кафедры факультетской хирургии №1 Сеченовского Университета. С 2022 года и по настоящее время руководитель Центра торакальной хирургии НМИЦ «Фтизиопульмонологии и инфекционных болезней» МЗ РФ. С этого же периода - Зам.Генерального директора по научной работе «Института инновационной медицины» ФХМ ФМБА РФ. С 2023 года является Заведующим Кафедрой торакальной хирургии им.акад.Л.К.Богуша РМАНПО. Автор более 400 научных работ, из них - 14 монографий, 6 глав в руководствах по хирургии, ЛОР и пульмонологии, учебниках по хирургии для студентов, а также он имеет 5 авторских свидетельств на изобретения. Под его руководством защищены 14 кандидатских диссертаций, а при научном консультировании - 2 докторские диссертации. Паршин В.Д. является Председателем Национальной секции «Торакальная хирургия» Российского общества хирургов, Вице-Президентом Общества торакальных хирургов Москвы и Московской области. Владимир Дмитриевич входит в состав редколлегий различных медицинских журналов - «Хирургия им. Н.И.Пирогова», «Онкохирургия», «Голова и шея», «Проблемы туберкулеза и болезней органов дыхания», «Инновационная медицина Кубани», «Хирургия Таджикистана».

## Биография
Родился 6 ноября 1959 года Москве.
В 1983 году — окончил Первый Московский государственный медицинский университет имени И. М. Сеченова, затем проходил клиническую ординатуру по хирургии в Российском научном центре хирургии имени академика Б. В. Петровского.
С 1985 по 2012 годы — работал в Российском научном центре хирургии имени академика Б. В. Петровского (РНЦХ), где прошел путь от младшего научного сотрудника до профессора, руководителя отделения торакальной хирургии.
В 1991 году — защитил кандидатскую диссертацию, тема: «Результаты хирургического лечения внутрилегочных метастазов злокачественных опухолей».
В 1995 году — присвоена высшая врачебная квалификационная категория по специальности «торакальная хирургия».
В 2001 году — защитил докторскую диссертацию, тема: «Диагностика, профилактика и лечение рубцовых стенозов трахеи».
С 2012 года по настоящее время — заведующий отделением торакальной хирургии, профессор кафедры факультетской хирургии Университетской клинической больницы № 1 Первого Московского Государственного Медицинского Университета имени И. М. Сеченова.
В 2016 году — избран членом-корреспондентом РАН.

## Научная деятельность
Специалист в области торакальной хирургии.
Разработал принципиально новые операции на трахее с использованием возможностей современной микрохирургии, которые нашли широкое применение в клинической практике, и защищены патентами Российской Федерации. Под его руководством выполнена первая успешная трансплантация трахеи с сохраненным кровоснабжением в составе тиреотрахеального комплекса.[когда?]
Автор более 200 научных по различным вопросам торакальной хирургии работ, 5 монографий, 4 изобретений.
Под его руководством защищены 6 кандидатских и докторских диссертаций.
Президент Московского общества торакальных хирургов, член редколлегии медицинских журналов «Хирургия», «Проблемы туберкулеза и болезней легких».

## Пересадка трахеи Жадыре Игликовой совместно с Паоло Маккьярини
В 2010 году Владимир Паршин работал со скандальным хирургом-шарлатаном Паоло Маккьярини. Маккьярини был лишен медицинской лицензии и  по состоянию на 2023 год находится под следствием в Швеции, а такжe ряде других стран. Паоло Маккьярини сфальсифицировал своё резюме и научные работы и занимался пересадкой искусственных трахей, якобы обработаных стволовыми клетками пациента. Несмотря на то, что такой подход не имел никакого научного обоснования  - Владимир Паршин согласился провести пересадку трахеи вместе с Паоло Маккьярини. Была прооперирована 26 летняя девушка из Казахстана Жадыра Игликова, операция была описана Владимиром Паршиным в соавторстве с Паоло Маккьярини в абстрактe журналa Европейского Респираторного (Пульмонологического) Общества  . Абстракт указывает,что пациентке не требовалась иммуносупрессия, что очевидно антинаучно и, как впоследствии оказалось, является медицинской ошибкой.. Сразу же после нее состояние пациентки было хорошим, и об успехе рапортовали многочисленные российские СМИ, в том числе Первый канал, процитировавший слова Игликовой: "Могу работать идти, хочу работать дальше после получения образования".B середине 2016 года шведским журналистам удалось разыскать родителей Игликовой, которые рассказали, что дочь пользуется силиконовой трахеостомической трубкой, не дающей коллапсировать протезу, не способна говорить и не может стоять. После операции она покидала родительский дом только для посещения медицинских учреждений .
Несмотря на это в сентябре 2016 года Владимир Паршин дал интервью «Независимой Газете», где оправдывал научный подход Паоло Маккьярини и утверждал, что его метод был протестирован на животных и опубликован в журнале «Ланцет» . Однако еще в марте 2016 года 4 автора потребовали отмены своего соавторства с Маккьярини, а в апреле того же года статьи были изъяты из публикации.

## Награды
- Государственная премия Российской Федерации (совместно с В. А. Порхановым, В. П. Харченко, за 2018 год) — за научное обоснование и внедрение в клиническую практику новой концепции снижения заболеваемости и смертности у пациентов со стенотическими заболеваниями трахеи[9]
- Премия «Призвание» (2008) — в номинации «За проведение уникальной операции, спасшей жизнь человека»